# Dietzenbach
Dietzenbach est une ville située en République fédérale d'Allemagne dans le Land de Hesse, à une douzaine de kilomètres au sud-est de Francfort-sur-le-Main.

## Histoire
| Appartenances historiques Seigneurie de Hanau 1215–1429 Comté de Hanau 1429–1458 Comté de Hanau-Babenhausen 1458–1480 Comté de Hanau-Lichtenberg 1480–1736 Landgraviat de Hesse-Darmstadt 1736–1806 Grand-duché de Hesse 1806–1918 République de Weimar 1918–1933 Reich allemand 1933–1945 Allemagne occupée 1945–1949 Allemagne 1949–présent |

## Jumelages
- Vélizy-Villacoublay (France) depuis 1976
- Masaya (Nicaragua) depuis 1985
- Rakovník (Tchéquie) depuis 1986
- Neuhaus am Rennweg (Allemagne) depuis 1990
- Oconomowoc (États-Unis) depuis 2008
- Kastsioukovitchy (Biélorussie) depuis 2009